# 1234
1234 (MCCXXXIV) a fost un an obișnuit al calendarului iulian.

## Evenimente
- 19 ianuarie: Reuniune la Niceea a unui sinod ecumenic, pentru a dezbate chestiunea azimei și cea a lui filioque.
- 7 aprilie: Este înființată la Bagdad școala de învățământ superior al-Mustansiriyya, după numele califului abbasid de atunci, al-Mustansir.
- 8 mai: Regatul Navarei trece sub dominația conților de Champagne; Theobald este uns ca rege al Navarei.
- 27 mai: Bătălia de la Altenesch: ereticii maniheeni din Frizia sunt masacrați.
- 3 iulie: Sf. Dominic  (n. Dominic of Calaruega) este canonizat.
- 3 august: Papa Grigore al IX-lea conferă cavalerilor teutoni privilegiul de la Rieti.
- 14 octombrie: Papa Grigore al IX-lea cheamă la cruciadă împotriva Bosniei și îl înlocuiește pe episcopul Bogomil al acesteia cu un episcop dominican, germanul Johann.
- 18 decembrie: Orașele din Liga Lombardă recunosc ca rege pe Henric al II-lea de Suabia, împotriva împăratului Frederic al II-lea; Henric se revoltă împotriva tatălui său.

### Nedatate
- iulie: Petru I de Bretania se supune regelui Ludovic al IX-lea al Franței.
- august: Tratat între Veneția și Leon Gabalas, îndreptat împotriva Imperiului bizantin de la Niceea.
- Germanii fondează orașul Stralsund, la Marea Baltică.
- Mongolii ocupă Kaifeng, ducând la sfârșitul Imperiului Jin din China de nord; ultimul împărat al dinastiei Jin se sinucide.
- Regele Andrei al II-lea al Ungariei numește pe Coloman drept ban al Bosniei.
- Sfârșitul anului: Forțele navale ale Imperiului de la Niceea încep cucerirea principalelor poziții venețiene de pe coasta tracă a Propontidei (Gallipoli, Sestos, Chersonesul tracic).

## Arte, științe, literatură și filozofie
- Se încheie construirea catedralei din Worms, în Germania.

## Nașteri
- Imam Nawawi, proeminent om de știință musulman (d. 1278)

## Decese
- 7 aprilie: Sancho al VIII-lea, rege al Navarei (n. 1157)
- Knut al II-lea, rege al Suediei (n. ?)
- Gervasius de Tilbury, jurist și om politic englez (n. 1155)
- Otto II, de Burgundia (n. 1180)
- Ștefan Radoslav, 41 ani, rege al Serbiei (n. 1192)